# Fredrik Adler
Carl Fredrik Adler, född  1720 (döpt 6 augusti) i Näsby, Almby socken i Närke och död (10 juni?) 1761 av feber på Ostindiska kompaniets skepp ""Prins Fredric Adolph" på Sydatlanten nära Javas kust. Han var läkare och botanist samt lärjunge till Carl von Linné.
Fredrik Adler var son till brandvaktskaptenen i Stockholm Niklas Adler och Brita Geijer. Han studerade medicin vid Uppsala universitet under bland andra Nils Rosén von Rosenstein och disputerade pro exercitio där under presidium av Carl von Linné den 9 juni 1752 över ämnet "Noctiluca Marina - Havsvattnets lysande", det vill säga naturfenomenet mareld. Han var därefter en tid bruksfältskär i Filipstad innan han blev 1:e fältskär i Ostindiska kompaniets tjänst.
Han reste som fältskär på flera resor till Ostindien med Svenska Ostindiska Kompaniet under åren 1748–1761. Under resorna samlade och beskrev Adler faunan främst kring Indien och Kina.
Han var 1759 gift med Britta Christina Fahlbäck, f. 1732, d. 1794. Sonen Nils Adler blev kyrkoherde i Tossene i Bohuslän.